# Căbești, Bacău
Căbești este un sat în comuna Podu Turcului din județul Bacău, Moldova, România.
În locul "Cociuba" este descoperită și cercetată arheologic o așezare geto-dacică unde s-au găsit ceramică geto-dacică, amfore de Thasos de secol III î.Hr, tezaur de monede histriene.